# Geniates werneri
Geniates werneri är en skalbaggsart som beskrevs av Ohaus 1931. Geniates werneri ingår i släktet Geniates och familjen Rutelidae. Inga underarter finns listade i Catalogue of Life.